# Erich Witte
Erich Witte (* 19. März 1911 in Graudenz, Westpreußen; † 30. Juni 2008 in Berlin) war ein deutscher Theaterschauspieler, Opernsänger (Tenor) und Opernregisseur.

## Leben
Erich Witte wuchs ab 1920 in Bremen auf und wurde zunächst Schauspieler und Korrepetitor. Am Konservatorium in Bremen studierte er dann Gesang bei dem bekannten Bassbariton Philipp Kraus. 1930 gab er als Neunzehnjähriger sein Bühnendebüt am Bremer Theater als „Nando“ in Tiefland. 1931 wurde er als Schauspieler an das Stadttheater Bremerhaven verpflichtet, übernahm aber bald Gesangspartien wie den „Châteauneuf“ in Zar und Zimmermann oder den „Jaquino“ in Fidelio. Von 1932 bis 1937 war er wieder im Ensemble des Bremer Theaters tätig. 
1937 kam er an das Nassauische Landestheater in Wiesbaden, wo er sich als Tenor-Buffo auszeichnete. 1936 und 1937 gastierte er an der Oper von Monte Carlo als „Mime“ im Ring des Nibelungen, 1938 und 1940 an der Wiener Staatsoper und auch am Teatro Colón in Buenos Aires (1938). In der Spielzeit 1938/39 war Witte an der New Yorker Metropolitan Opera für 46 Vorstellungen engagiert, unter anderem als „Froh“ im Ring des Nibelungen sowie als „Narr“ in Boris Godunow. 1940 bis 1942 sang er am Opernhaus von Breslau, wo er am 7. Februar 1942 in der Uraufführung der Oper Der Dombaumeister von Hans Stieber mitwirkte. Seit 1941 gehörte er zum Ensemble der Berliner Staatsoper, wo er 1944 der „Romeo“ an der Seite von Maria Cebotari bei der Berliner Erstaufführung von Sutermeisters Romeo und Julia 1944 war. Daneben gestaltete er den „Pinkerton“ neben Erna Berger in Madame Butterfly, den „Richard“ in Ein Maskenball und den Bauer „Laca“ in Jenůfa. Witte stand 1944 in der Gottbegnadeten-Liste des Reichsministeriums für Volksaufklärung und Propaganda.
1943 und 1944 war er der „David“ in den Meistersinger von Nürnberg bei den Bayreuther Festspielen, wo er 1952 und 1953 auch den Loge in der Ring-Tetralogie verkörperte. 
In der ersten Opernaufführung in Berlin nach dem Ende des Zweiten Weltkriegs am 4. September 1945 war Witte der „Jaquino“ in Fidelio. 1950 konnte er dort in der Titelrolle des Parsifal einen weiteren glänzenden Erfolg feiern. An der Städtischen Oper Berlin übernahm er 1947 die Titelpartie in Peter Grimes. Am 4. September 1955 trat er in der Eröffnungsvorstellung nach dem Wiederaufbau der Deutschen Staatsoper Unter den Linden wiederum in den Meistersingern auf, diesmal als „Junker Stolzing“. Mit dieser Rolle gastierte er 1957 an der Covent Garden Opera in London, wo er die Meistersinger zugleich auch inszeniert hatte. Zuvor war er dort als Loge begeistert gefeiert worden, ebenfalls in seiner Regie des Rings des Nibelungen.
An der Staatsoper Unter den Linden blieb der in aller Welt mit vielen bekannten Dirigenten auftretende Heldentenor bis 1960 und sang hauptsächlich Partien wie die Titelhelden in Othello oder Peter Grimes, den „Florestan“ im Fidelio, den „Bacchus“ in Ariadne auf Naxos, den „Cavaradossi“ in Tosca, den „Hoffmann“ in Hoffmanns Erzählungen, den „Don José“ in Carmen sowie den „Loge“.
Von 1961 bis 1964 war er als Oberspielleiter an der Oper Frankfurt tätig und sang in der Uraufführung der Oper Alkestiade von Louise Talma. Danach kehrte er wieder an sein Berliner Stammhaus zurück. Zunehmend verlegte er sich auf das Charakterfach und verkörperte die Titelrollen in Schostakowitschs Die Nase, Joe Hill von Alan Bush (1971) und Meister Röckle von Joachim Werzlau (1976). Seine letzten Bühnenauftritte hatte er noch im Alter von achtzig Jahren. 
1951 war er erstmals mit Richard Mohaupts Bremer Stadtmusikanten im Admiralspalast als Regisseur tätig. Im neuen Haus Unter den Linden inszenierte er mit Franz Konwitschny als Dirigent Tristan, Lohengrin und die Ring-Tetralogie und lehnte sich dabei den Neu-Bayreuther Stil an. Weitere Regiearbeiten waren die Daphne mit Otmar Suitner und die Arabella sowie die Wagner-Produktionen in London.
Ab 1970 war Witte überdies Dozent für Gesangsstudien an der Musikhochschule „Hanns Eisler“.
Die Deutsche Staatsoper, der er fünfzig Jahre angehört hatte, ernannte den bereits mit dem Titel Kammersänger ausgezeichneten Witte anlässlich seines Übertritts in den Ruhestand 1991 zu ihrem Ehrenmitglied. 
Witte starb nur wenige Tage nach dem Tod seiner Frau Josefa, einem ehemaligen Mitglied des Balletts der Staatsoper Berlin.

## Theater

### Darsteller
- 1937: Johann Strauss: Eine Nacht in Venedig – Regie: Hans Springer (Deutsches Theater Wiesbaden)
- 1946: Jacques Offenbach: Hoffmanns Erzählungen (Hoffmann) – Regie: Ernst Legal (Deutsche Staatsoper im Admiralspalast Berlin)
- 1946: Giacomo Puccini: Madame Butterfly (Benjamin Franklin Pinkerton) – Regie: Wolf Völker (Deutsche Staatsoper im Admiralspalast Berlin)
- 1949: Georges Bizet: Carmen – Regie: Werner Kelch (Deutsche Staatsoper im Admiralspalast Berlin)
- 1950: Richard Wagner: Parsifal (Parsifal) – Regie: Wolf Völker (Deutsche Staatsoper im Admiralspalast Berlin)
- 1951: Hugo von Hofmannsthal/Richard Strauss: Arabella – Regie: Ernst Legal (Deutsche Staatsoper im Admiralspalast Berlin)
- 1952: Pjotr ITschaikowski: Eugen Onegin – Regie: Ernst Legal (Deutsche Staatsoper im Admiralspalast Berlin)
- 1952: Giuseppe Verdi: Ein Maskenball – Regie: Werner Kelch (Deutsche Staatsoper im Admiralspalast Berlin)
- 1952: Richard Wagner: Der fliegende Holländer – Regie: Carl-Heinrich Kreith (Staatsoper Dresden)
- 1952: Franz von Suppè: Boccaccio – Regie: Adolf Rott (Städtische Oper Berlin)
- 1954: Richard Wagner: Die Meistersinger von Nürnberg (Stolzing) – Regie: Wolf Völker (Deutsche Staatsoper im Admiralspalast Berlin)
- 1954: Ludwig van Beethoven: Fidelio – Regie: Werner Kelch (Deutsche Staatsoper im Admiralspalast Berlin)
- 1956: Richard Strauss: Die Frau ohne Schatten (Der Kaiser) – Regie: Heinz Arnold (Deutsche Staatsoper Berlin)
- 1956: Sergei Prokofjew: Der feurige Engel – Regie: Heinz Rückert (Deutsche Staatsoper Berlin)
- 1958: Eugen Suchoň / Štefan Hoza: Krútňava (Mörder) – Regie: Erich-Alexander Winds (Deutsche Staatsoper Berlin)
- 1958: Modest Mussorgski: Chowanschtschina – Regie: Hinko Leskovsek (Deutsche Staatsoper Berlin)
- 1959: Giacomo Puccini: Tosca – Regie: Wolf Völker (Deutsche Staatsoper Berlin)
- 1960: Bertolt Brecht/Paul Dessau: Die Verurteilung des Lukullus (Lukullus) – Regie: Ruth Berghaus/Erhard Fischer (Deutsche Staatsoper Berlin)
- 1961: Modest Mussorgski: Boris Godunow (Schuiski) – Regie: Heinz Rückert (Deutsche Staatsoper Berlin)
- 1964: Bertolt Brecht/Kurt Weill: Aufstieg und Fall der Stadt Mahagonny (Jim) – Regie: Fritz Bennewitz (Deutsche Staatsoper Berlin)
- 1966: Paul Dessau: Puntila (Fredrick) – Regie: Ruth Berghaus (Deutsche Staatsoper Berlin)
- 1967: Johann Strauss: Die Fledermaus – Regie: J.A. Weidlich (Deutsche Staatsoper Berlin)
- 1970: Alan Bush: Joe Hill (Detektiv) – Regie: Erhard Fischer (Deutsche Staatsoper Berlin)

### Regisseur
- 1951: Richard Mohaupt: Die Bremer Stadtmusikanten (Deutsche Staatsoper im Admiralspalast Berlin)
- 1956: Pietro Mascagni: Cavalleria rusticana (Deutsche Staatsoper Berlin)
- 1956: Richard Wagner: Tristan und Isolde (Deutsche Staatsoper Berlin)
- 1956: Richard Wagner: Die Walküre (Deutsche Staatsoper Berlin)
- 1956: Ruggero Leoncavallo: Der Bajazzo (Deutsche Staatsoper Berlin)
- 1957: Richard Wagner: Das Rheingold (Auch Rolle: Loge) (Deutsche Staatsoper Berlin)
- 1957: Richard Wagner: Siegfried (Deutsche Staatsoper Berlin)
- 1957: Richard Wagner: Götterdämmerung (Deutsche Staatsoper Berlin)
- 1958: Richard Wagner: Lohengrin (Deutsche Staatsoper Berlin)
- 1960: Richard Wagner: Der Ring des Nibelungen (Deutsche Staatsoper Berlin)
- 1968: Richard Strauss: Capriccio (Staatstheater Dresden)
- 1969: Richard Strass: Daphne (Deutsche Staatsoper Berlin)
- 1972: Richard Wagner: Lohengrin (Deutsche Staatsoper Berlin)
- 1976: Hugo von Hofmannsthal/Richard Strauss: Arabella (Deutsche Staatsoper Berlin)

## Diskografie (Auswahl)
Die meisten Besetzungsdetails sind auf Einträgen im Katalog der Deutschen Nationalbibliothek zu finden.
- Der Rosenkavalier, Mitschnitt aus der Metropolitan Oper New York 1939, Naxos
- Die Meistersinger von Nürnberg, Mitschnitt aus 1943/44, Preiser Records 1994
- Abu Hassan, Mitschnitt aus 1944, Line Music 2003
- Hänsel und Gretel, Mitschnitt aus 1944, Preiser Records 1996
- Das Rheingold (Wagner), Mitschnitt der Bayreuther Festspiele 1952, Line Music 2003
- Das Rheingold (Wagner), Mitschnitt der Bayreuther Festspiele 1953, Line Music 2004
- Puntila, Deutsche Staatsoper 1968, Berlin Classics 1994
- Einstein, Deutsche Staatsoper 1978, Edel 1996